# Jan Hendrik Leopold
Œuvres principales
Cheops (1915)
Jan Hendrik Leopold (né le 11 mai 1865 à Bois-le-Duc et mort le 21 juin 1925 à Rotterdam) était un poète et enseignant néerlandais rattaché au mouvement symboliste. Il est considéré par certains comme étant le poète néerlandais le plus important depuis Vondel. Les œuvres les plus connues de Leopold sont des poèmes que l'on trouve souvent dans des anthologies telles que Om mijn oud woonhuis peppels staan. Son poème O nachten van gedragene extase est généralement considéré comme l'un des plus beaux poèmes d'amour de la littérature néerlandaise. Le poème narratif Cheops (1915) et les quatrains de Oostersch (1922), inspirés de poètes arabes et persans, sont également très admirés.
Après avoir terminé le gymnasium municipal d'Arnhem, Leopold a étudié les langues classiques à l'université de Leyde. Il a obtenu son doctorat en 1892 avec une thèse intitulée Studia Peerlkampiana. Après avoir terminé sa thèse, Leopold devient professeur de langues classiques au gymnasium Erasmiaans de Rotterdam en 1891, jusqu'à ce qu'il soit rejeté en 1924 pour cause de surdité. En 1902, il publie une étude philologique concise sur Spinoza, suivie trois ans plus tard d'un article. Dans sa discipline, Leopold a publié des articles dans des revues spécialisées ; en 1908, la Clarendon Press publie son édition de Marcus Aurelius. Il a également publié dans le journal Honoré de Balzac et Ludwig van Beethoven. Leopold était un mélomane passionné qui aimait aller aux concerts et jouer du piano. Il était également un amateur d'alpinisme et de patinage sur glace.